# Villalobón (kommunhuvudort)
Villalobón är en kommunhuvudort i Spanien.   Den ligger i provinsen Provincia de Palencia och regionen Kastilien och Leon, i den centrala delen av landet, 190 km norr om huvudstaden Madrid. Villalobón ligger 755 meter över havet och antalet invånare är 734.
Terrängen runt Villalobón är platt åt nordost, men åt sydväst är den kuperad. Runt Villalobón är det ganska tätbefolkat, med 83 invånare per kvadratkilometer. Närmaste större samhälle är Palencia, 2,9 km sydväst om Villalobón. Trakten runt Villalobón består till största delen av jordbruksmark.